# 二宮ひかる
二宮 ひかる（にのみや ひかる、女性、1967年1月26日 - ）は、日本の漫画家。福岡県太宰府市出身。宮崎大学農学部卒業、専攻は洋ラン研究。農業改良普及員の資格を持つ。二宮ひかるという名前はペンネーム。

## 経歴
高校時代に同人活動をしており、大学在学中は熱気球部に所属した。漫画を本格的に描き出したのは26歳からで、福岡のコンピューターソフト会社勤務を経て、1994年に『ヤングアニマル』（白泉社）掲載の『あそぼゼ』でデビューした（ちなみに、親には漫画家ということを隠し続けているという）。
主に『ヤングアニマル』誌で活躍し、その後、『ヤングキングアワーズ』（少年画報社）、『月刊アフタヌーン』（講談社）、『ビッグコミックスピリッツ』（小学館）、『アワーズプラス』（少年画報社）、『楽園 Le Paradis』（白泉社）、『週刊漫画TIMES』（芳文社）と掲載誌を移す。
ヤングアニマル誌連載時代にはアニメ監督の庵野秀明との対談も行っている。
作品はほとんどが恋愛に関するものである。女性から見た恋愛観と男性から見た恋愛観の相違を上手くストーリーに組み込む筆致は独特の味がある。情事の描写も多いが、日常の中の一コマとして描かれることが多い。また自身が福岡出身であることから、登場人物が福岡（九州）出身、及び在住という設定が多々見受けられる。
代表作は『ナイーヴ』と『ハネムーンサラダ』。両作品とも『ヤングアニマル』にて連載されていた。社会人同士の恋愛と、男女の微妙な心境変化をテーマとしている。また、『ハネムーンサラダ』の主人公の中学時代を描いた作品とみられる『ベイビーリーフ』が『ヤングキングアワーズ』に掲載された。短編も多数執筆し、いくつか短編集が発売されている。

## 作品リスト

### 連載作品
- ナイーヴ（1998年 - 1999年、『ヤングアニマル』、白泉社、全3巻）
  - ナイーヴ 完全版 全2巻
カラーイラスト、描き下し番外編「口にするのは」、未収録だった番外編「口には出せない」（『ヤングアニマル嵐』2001年Vol.1掲載）を追加収録。
- ハネムーンサラダ（2000年 - 2002年、『ヤングアニマル』、白泉社、全5巻）
- ベイビーリーフ（2002年、『ヤングキングアワーズ』、少年画報社、全1巻）
中学生の夏川実は、保健室でサボっていた斎藤遥子と出会う。『ハネムーンサラダ』の登場人物と同じ名前で、作中で語られていたエピソードと同じであるが、前日譚であるとは明言されていない。
- 犬姫様（2003年 - 2004年、『月刊アフタヌーン』、講談社、全1巻）
ケンイチのベッドに女の子が現れる。彼女はケンイチの飼い犬ライが人間に変身した姿だと言う。
- シュガーはお年頃（2007年 - 2009年、『ヤングキングアワーズ』、少年画報社、全3巻）
「娼婦になりたい」と考える周囲から浮いてる女子高生・畑中恵子と悪い噂が流れ周囲から疎外されている浅見椿との交流。
- ダブルマリッジ（2011年 - 2012年、『週刊漫画TIMES』、芳文社、全1巻）
少子化対策のために民法を改正し重婚を合法化するための法改正が衆院で可決。参院で国会審議が行われている中、新婚の男が、たまたま行った病院で同級生だった看護師と再会し、不倫関係になる。
- 摩擦ルミネッセンス（2017年 - 2018年、『週刊漫画TIMES』、芳文社、全2巻）
2016年7月8日号（6月24日発売）に読み切りが掲載され[4]、2017年2月より不定期連載となった[5]。
高校教師・久本は進路調査票を空白で提出した男子生徒・八代日尭の家庭訪問を行い、八代の保護者である姉・幸子と関係を持つ。
タイトルは摩擦によるルミネセンス（発光現象）の意味であることが作中で述べられている。
- うさぎも夢見るクリームソーダ（2025年 - 、『ヤングキングアワーズ』、少年画報社、連載中）
人間と「うさぎ」が暮らす世界を舞台に、稀に生まれるミミのない「うさぎ」として生を受けた「うさぎ」の少女キヌが人間と「うさぎ」との違いに悩むジュブナイルヒューマンドラマ[6]。

### 短編集
- 誘惑（1996年2月29日、白泉社、ISBN 4592136241）
記載は『ヤングアニマル』掲載号
  1. Lesson 1995年12号
  2. 誘惑 1995年17号
  3. 抱きしめたい 1995年18-19号
  4. 爪 1995年8号
  5. リプレイ 1995年21号
  6. まばたき 1995年22-23号
  7. 通い猫 1996年1号
  8. かはんしんのこい 描き下ろし
- 恋人の条件（1996年8月31日、白泉社、ISBN 4592136233）
記載は『ヤングアニマル』掲載号
  1. フェイク 1996年3号
  2. 恋人の条件(1)[好きで好きで] 1996年5号
  3. 恋人の条件(2)[くらっ…と] 1996年6号
  4. 恋人の条件(3)[天使じゃない] 1996年7号
  5. オトナの関係 1996年13号
  6. もう逢えない 1996年9-10号
  7. 会いたくて 描き下ろし
- 最低!!（1997年2月28日、白泉社、ISBN 4592136608）
記載は『ヤングアニマル』掲載号
  1. 最低!!(1) [軽薄は災いのモト] 1996年15号
  2. 最低!!(2) [痛い目に遭イタイ] 1996年16号
  3. 最低!!(3) [恥ずかしくない] 1996年17号
  4. 最低!!(4) [何度でも聞きたい] 1996年18号
  5. 最低!!(5) [効いた!!] 1996年19号
  6. 最低!!(6) [一兎も得ず!?] 1996年20号
  7. いつわりの恋 [前編] 1996年23号
  8. いつわりの恋 [後編] 1996年24号
- ふたりで朝まで（1997年、白泉社、ISBN 4592130154）
記載は『ヤングアニマル』掲載号
  1. ふたりで朝まで(1) 1997年3号 「いつわりの恋」の続編
  2. ふたりで朝まで(2) 1997年4号
  3. ふたりで朝まで(3) 1997年5号
  4. ふたりで朝まで(4) 1997年6号
  5. ソノ時、彼女は(1) [かわいいあの子] 1997年10号
  6. ソノ時、彼女は(2) [鏡の中の…] 1997年11号
  7. ソノ時、彼女は(3) [笑顔が一番] 1997年12号
- 初恋（1998年、白泉社、ISBN 4592133005）
特に記述が無い場合、記載は『ヤングアニマル』掲載号
  1. ひまわり 1997年16号
  2. 初恋 [前編] 1997年17号
  3. 初恋 [後編] 1997年18号
  4. 性夢十夜（ゆめじゅうや） 『ヤングアニマル楽園増刊』1997年Vol.1
  5. エンゲージ(1) [由香里] 1997年20号
  6. エンゲージ(2) [卓也] 1997年21号
  7. エンゲージ(3) [義高] 1997年226号
  8. エンゲージ(4) [幸] 1997年23号
  9. エンゲージ(5) [再び、由香里] 1997年24号
- 復讐のように（2002年、白泉社、ISBN 4592132904）
特に記述が無い場合、記載は『ヤングアニマル』掲載号
  1. 二番目の男 FEEL YOUNG1997年8月号
  2. 乱れる 1999年10号
  3. ラブレター 1999年13号
  4. 寄生MIND 1999年14号
  5. のら 1999年15号
  6. Beige 〜べーじゅ〜 未発表
  7. あしたの女王 『ヤングアニマル楽園増刊』1998年Vol.2 + 描き下ろし
  8. 復讐のように 『ヤングキングアワーズ』2002年4月号
  9. みじかいお別れ 『FEEL YOUNG』2002年6月号
- おもいで（2007年、少年画報社、ISBN 4785928050）
- アイであそぶ。二宮ひかる作品集（2010年、白泉社、ISBN 9784592710264）
- あまい囁き（2013年11月29日、白泉社、ISBN 9784592710615）
- さ迷える心臓 二宮ひかる作品集2（2014年11月28日、白泉社、ISBN 9784592710745）
- 神崎くんは独身（2014年12月16日、芳文社、ISBN 978-4-8322-3433-8）
記載は週刊漫画TIMES掲載号
コミックス後書きにて連載作品『ダブルマリッジ』との関係性について述べられている。「海辺の町にて」作中で神崎が書いていた小説が『ダブルマリッジ』であり、ユウコなどを（小説の）モデルとしている。
COMIC ZIN調べによる2014年12月15日から同年12月21日の週間単行本売り上げランキングでは4位[7]。
  1. 神崎くんのいとこ（全4話） 2014年5/9-16合併号 - 6/6号
真面目な独身生活を送っていた神崎トモヤの部屋に従姉妹で幼馴染、幼いころに結婚の申し込みまでしたユウコが地方から「泊めて」とおしかけてくる。実はユウコは地方で不倫していた相手を追ってきたのだった。しかし、結婚も考えると言われた不倫相手からはストーカー呼ばわりされてしまう。ユウコを鬱陶しく感じていたトモヤだったが、その話を聞くと自身の経験もあって不倫相手に憤る。
  2. 千年婚 2013年8/2号
  3. 青 2013年8/9号
  4. 海辺の町にて（全3話） 2014年11/14号 - 11/28号 「神崎くんのいとこ」の続編
「神崎くんのいとこ」から数年後。会社も辞め、トモヤは独りで海沿いの町の解体寸前のボロアパートに住んでいた。ユウコと結婚したものの数年でユウコは病に倒れた。生前、歳をとったら海が見えるところに住みたいと言ったユウコの想いを抱えて、毎日のように海を眺めていた。そこへ二十歳を自称する謎の少女・詩織が「トモくんからの手紙」と古いボトルレターを持って現れる。
- セカンドバージン（2016年4月16日、芳文社、ISBN 978-4-8322-3498-7）
  1. セカンドバージン（全4話）　
それぞれが独立した物語になっている『ダブルマリッジ』『神崎くんは独身』に続く「神崎くん」シリーズ完結編。
  2. 君の名は 2014年12/19号
  3. くじら 2015年8/14号[8]
  4. 7年ごとの彼女 2015年11/6号
  5. 寝室の猫 2015年11/13号
  6. ハヤブサ 同人誌発表（2015年8月）

### 白泉社 My Best Remix
- ナイーヴ My Best Remix（2005年、ISBN 4592840364）
- 誘惑 My Best Remix（2005年、ISBN 4592840518）
- ハネムーンサラダ ソルト&ペッパー編（2005年、ISBN 4592840518）
- ハネムーンサラダ サウザンアイランド編（2005年、ISBN 4592840674）
- 乱れる My Best Remix（2006年、ISBN 4592840801）

### その他
- 二宮ひかるオールコレクション“楽園”（2002年、白泉社、ISBN 459273193X）

### 未収録作品
ヤングアニマル掲載
- あそぼゼ 1994年15号
- 犬姫様 1995年1号 上記連載作品の1話と内容は類似しているが別作品
- Sugar 1995年5号
- 鏡 1995年10号
- だんながなんだ!? 1995年11号
企業戦士だった旦那はある日、突然、会社の命令でロボットになって帰ってきた。夜の機能も健在だと言うのだが……
- 降水確率

ヤングキングアワーズ掲載
- ねむれぬよるに 2007年8月号、巻中カラー

楽園掲載
- 魔法使いの冷酷 4号

週刊漫画TIMES

### 日本国外版
これまでに、台湾・韓国での発売が確認されている。